# Zaira sublucens
Zaira sublucens är en tvåvingeart som först beskrevs av Wulp 1890.  Zaira sublucens ingår i släktet Zaira och familjen parasitflugor. Inga underarter finns listade i Catalogue of Life.